# Cuculato
Cuculato (Cuculutes), pleme Yuman Indijanaca koji su prema hrvatskom jezuitskom misonaru, istraživaču i kartografu Ferdinandu Konščaku (1746; u američkom obliku Fernando Consag) predstavljali jednu od južnih skupina Cocopa. 
Godine 1701. kada ih je posjetio otac Kino, živjeli su zapadno od donjeg toka rijeke Colorado.